# Padrão de fato
Um padrão de fato ou ainda padrão de facto é um costume ou convenção comumente usado, mesmo que seu uso não seja obrigatório.
De facto é uma expressão do Latin (Literalmente "de fato"), que significa "na pratica, porém não necessariamente normalizado" ou "na prática, mas não oficialmente estabelecido". 
Um padrão de fato contrasta com um padrão internacional que é definido por uma organização como a Organização Internacional de Normalização, ou um padrão exigido por lei (também conhecido como padrões de jure ). 
O comitê técnico conjunto sobre tecnologia da informação (ISO/IEC JTC1) desenvolveu um procedimento para que os padrões de fato sejam processados por meio do sistema formal de padronização e transformados em padrões internacionais da ISO e da IEC . 
Nas ciências sociais, uma norma voluntária que também é uma norma de facto é uma solução típica para um problema de coordenação .  A escolha de um padrão de facto tende a ser estável em situações nas quais todas as partes podem obter ganhos mútuos, mas apenas tomando decisões mutuamente consistentes. Em contrapartida, uma norma de jure aplicada é uma solução para o problema do prisioneiro . 

## Exemplos
- O lado do banco do motorista em um determinado país geralmente começa como uma preferência do usuário/indústria, transformando-se em uma tradição local e, depois, em um código de trânsito .
- O layout QWERTY era uma das várias opções para o layout de letras nas teclas das máquinas de escrever (e mais tarde nos teclados ).
- Entrada antecipada no mercado [1]

### Formatos de arquivo
- O PDF foi criado pela primeira vez em 1993 pela Adobe . Os padrões internos da Adobe faziam parte de seus sistemas de qualidade de software, mas não eram publicados nem coordenados por um órgão de padronização. Com o programa Acrobat Reader disponível gratuitamente e o suporte contínuo ao formato, o PDF acabou se tornando o padrão de fato para documentos imprimíveis. Em 2005, o PDF/A tornou-se um padrão de jure como ISO 19005-1:2005. [4] Em 2008, o PDF 1.7 da Adobe tornou-se ISO 32000-1:2008. [5] [6]

- AutoCAD DXF, um formato ASCII para importação e exportação de desenhos e fragmentos CAD nas décadas de 1980 e 1990. Na década de 2000, os padrões baseados em XML surgiram como padrões de fato .
- O formato de áudio MP3 começou como uma alternativa ao WAV para distribuição de música pela internet e depois o substituiu. Agora é suportado pela grande maioria dos tocadores de música, transporte de áudio, armazenamento de áudio e mídia não comercial
- Documento do Microsoft Word . Devido ao domínio de mercado do Word, ele é suportado por todos os aplicativos de escritório que pretendem competir com ele, normalmente por meio de engenharia reversa do formato de arquivo não documentado. A Microsoft alterou internamente várias vezes a especificação do arquivo entre as versões do Word para atender às suas próprias necessidades, continuando a reutilizar o mesmo identificador de extensão de arquivo para versões diferentes.
- Formatos de arquivo FITS e CSV, comumente usados em ciência e engenharia, sendo o FITS tradicionalmente usado em astronomia .

### Conectores e padrões de interconexão
- Conector de telefone (3,5 mm), conectores RCA e XLR, usados na indústria de áudio para conectar equipamentos de áudio, como fones de ouvido, mesas de mixagem, microfones, iluminação de palco, etc.
- Conexão MIDI (usando conector DIN ou conector de telefone), padrão elétrico e de protocolo para conectar instrumentos musicais, sintetizadores, baterias eletrônicas, sequenciadores e alguns equipamentos de áudio.
- DMX512 (comumente apenas DMX) com conector XLR para controlar e, às vezes, alimentar luzes de palco e locais, efeitos, máquinas de fumaça, projetores a laser e pirotecnia.
- Interface elétrica e mecânica PCI Express e protocolo de interconexão usado em computadores, servidores e aplicações industriais.
- GPIB, protocolo de barramento multidispositivo, interface mecânica e eletrônica comumente encontrada em equipamentos de teste eletrônicos, por exemplo, multímetros digitais, osciloscópios, etc. Inicialmente criado pela Hewlett-Packard como HP-IP. Comumente usado com o protocolo SCPI .
- HDMI, Display Port, VGA para vídeo, RS-232 para comunicação serial de baixa largura de banda.
- USB para interface serial de alta velocidade em computadores e para alimentar ou carregar dispositivos externos de baixa potência (como celulares, fones de ouvido, discos rígidos portáteis), geralmente usando plugue e soquete micro USB.
- BNC para sinal de média frequência em testes de engenharia eletrônica (comumente usado por geradores de sinal, osciloscópios, multímetros, etc.) e, às vezes, na transmissão de sinal de vídeo entre dispositivos em estúdios e outros ambientes profissionais.
- Plugue e soquete de alimentação padrão de 0,093" da AMP MATE-N-LOK / Molex, comumente usados em discos rígidos e outros dispositivos de média potência em PCs, servidores, aplicações industriais e outros onde é necessário um conector de alimentação padronizado para 5 V e 12 V, e uma fonte de alimentação pronta para uso pode ser usada. Em aplicações embarcadas, ele geralmente é substituído por um conector quadrado menor, que é mais fácil de conectar.
- Espaçamento de pinos de 2,54 mm (0,1 polegada) em muitos componentes eletrônicos, incluindo pacotes DIP, SIL, conectores de cabeçalho e muito mais. O espaçamento padrão permite o uso desses dispositivos em placas de prototipagem e soquetes padronizados.
- Loop de corrente de 4-20 mA, usado em controle e automação industrial.
- Discos rígidos de 3,5 polegadas e 2,5 polegadas.
- Padrões de rack de 19 polegadas para equipamentos de telecomunicações, servidores, armazenamento, áudio, música, vídeo e energia.
- Placa-mãe ATX, painel traseiro e padrões de energia.

### Materiais e unidades de embalagem
- Ligas de soldagem em eletrônica, comoSn
60Pb
40

 .
- Ligas de alumínio, como 6061 .
- Contêiner intermodal de 48 pés.

### Variado
- Muitas velas de ignição fabricadas nos Estados Unidos requerem um soquete sextavado  de 13⁄16 polegadas (21 mm) para remover ou instalar.
- O espaçamento de 1/2 polegada (12,7 mm) dos rolos em uma corrente de bicicleta .
- O computador pessoal (PC) da IBM . Um ano após seu lançamento em 1981, John Dvorak descreveu o PC como se tornando rapidamente um "microcomputador padrão de fato". [7] Com os sistemas operacionais MS-DOS e Microsoft Windows, conquistou uma grande fatia do mercado de computadores pessoais. Devido à grande influência do IBM PC no mercado de computadores pessoais, produtos concorrentes como o Rainbow 100 acabaram sendo retirados de circulação.
- Linguagens de programação que têm múltiplas implementações, como PHP, tendem também a ter um padrão de fato . No caso do PHP, o padrão de fato são os binários disponíveis no php.net, em vez da implementação do Phalanger .
- Uso das linguagens de programação R e Python em disciplinas de ciências e engenharia, além da ciência da computação, onde a análise automatizada de dados é necessária, mas permanece simples o suficiente para um não profissional.
- Sistema de composição TeX, comumente usado na criação de artigos científicos e relatórios para publicação (na verdade, muitos periódicos exigem que a publicação seja totalmente escrita em TeX). [8]

## Disputas de padronização
Há muitos exemplos de consolidação de fato de um padrão pelas forças de mercado e pela concorrência, em um mercado bilateral, após uma disputa . Exemplos:
- Corrente alternada e corrente contínua na guerra das correntes .
- VHS sobre Betamax na guerra dos formatos de videocassete .
- Blu-ray e HD DVD durante a guerra dos formatos de disco óptico de alta definição .
- Scalable Vector Graphics (SVG) sobre Adobe Flash para animações de páginas da web com gráficos vetoriais .

Um exemplo de disputa em andamento é o formato OpenDocument da OASIS versus o formato Office Open XML da Microsoft. </link>